# Krusasjön, Västergötland
Krusasjön är en sjö i Tranemo kommun i Västergötland och ingår i Ätrans huvudavrinningsområde. Sjöns area är 0,032 kvadratkilometer och den är belägen 150 meter över havet.